# Amour (nouvelle)
Pour les articles homonymes, voir Amour (homonymie).
Amour est une nouvelle de Guy de Maupassant, parue en 1886.

## Historique
Amour est une nouvelle initialement publiée dans la revue Gil Blas du 7 décembre 1886, puis dans le recueil Le Horla en 1887.

## Résumé
Le narrateur vient de lire dans un journal un drame de passion. C'était un homme qui avait tué sa femme, puis qui s'était tué, donc il l'aimait. Et cela rappela au personnage principal (narrateur), un étrange souvenir de chasse, où lui était apparu l'Amour comme apparaissaient aux premiers chrétiens des croix au milieu du ciel. Cette année-là, vers la fin de l'automne, Karl de Rauville, l'un de ses cousins, un barbu de quarante ans, invite le narrateur à venir tuer des canards dans les marais. Arrivé sur le lieu de chasse, le narrateur tira, et tua l'un des deux oiseaux, la femelle, qui volent ensemble. Le mâle continuait de voler au dessus de sa compagne. S'il ne meurt pas tué, l'amour fait qu'il en mourra de chagrin.  Alors Karl tira, et ce fut comme si l'on coupait la corde qui tenait cet oiseau suspendu. Le narrateur les mit, déjà froids, dans le même carnier... et il repartit pour Paris.

## Éditions
- 1886 - Amour, dans Gil Blas
- 1887 - Amour, dans La Vie populaire du 18 août 1887
- 1887 - Amour, dans Le Horla recueil paru chez l'éditeur Paul Ollendorff.
- 1979 - Amour, dans Maupassant, Contes et Nouvelles, tome II, texte établi et annoté par Louis Forestier, éditions Gallimard, Bibliothèque de la Pléiade.